# 斉藤孝 (情報科学者)
斉藤 孝（さいとう たかし、1942年 9月6日 - ）は、日本の図書館情報学者。中央大学文学部教授。専門は、記録情報学、デジタル・ライブラリ、社会情報学。中華民国青島市出身。

## 経歴
- 1969年 - 慶應義塾大学大学院図書館情報学専攻修士課程修了
- 1969 ~ 1984年 - (株)東芝　電子計算機システム技術部
- 1984 ~ 1990年 - 愛知淑徳大学教授
- 1990年 ~ 現在 - 中央大学教授
- 2002年 - カリフォルニア大学デービス校客員教授

## 著書
- 『ラスト・図解 改訂版LANのしくみがわかる本 - よくわかる、インターネット時代のネットワーク入門』(技術評論社、2002年、ISBN 9784774113975)
- 『記録・情報・知識の世界 -オントロジ・アルゴリズムの研究-』(中央大学出版部、2004年、ISBN 9784805761502)
- 『意味論からの情報システム -ユビキタス・オントロジ・セマンティックス-』(中央大学出版部、2006年、ISBN 9784805761595)
- 『リレーショナルデータベース教科書 改定新版』(ソフト・リサーチ・センター、2008年、ISBN 9784883732708)
- 『社会科学情報のオントロジ -社会科学の知識構造を探る-』(中央大学出版部、2009年、ISBN 9784805713211)